# Satz von Clement
Der Satz von Clement (englisch Clement’s theorem) ist ein von dem Mathematiker Paul Arnold Clement im Jahre 1949 vorgelegter Lehrsatz aus dem mathematischen Gebiet der Zahlentheorie, der sich mit der Untersuchung von  charakteristischen Teilbarkeitseigenschaften bei Primzahlzwillingen befasst. Er ist eng verbunden mit dem Satz von Wilson und wie dieser mit elementaren Methoden beweisbar, wobei sich sogar zeigt, dass der Clement’sche Satz eine Verallgemeinerung gestattet, welche den Wilson’schen Satz miteinschließt.

## Formulierung des Satzes
Der Satz lässt sich folgendermaßen angeben:

Für eine gegebene natürliche Zahl {\displaystyle n\in \mathbb {N} \ \mathrm {mit} \ n\geq 2} ist das Paar {\displaystyle (n,n+2)} genau dann ein Primzahlzwilling, wenn die zugehörige natürliche Zahl {\displaystyle {4\cdot {\bigl (}(n-1)!+1{\bigr )}}+n} durch {\displaystyle n\cdot (n+2)} teilbar ist.

Mit anderen Worten: Es gilt für gegebenes {\displaystyle n\in \mathbb {N} \ \mathrm {mit} \ n\geq 2} stets
{\displaystyle {4\cdot {\bigl (}(n-1)!+1{\bigr )}}+n\equiv 0{\pmod {n\cdot (n+2)}}\Longleftrightarrow (n,n+2)\ \mathrm {ist} \ \mathrm {Primzahlzwilling} }.

## Beispiele
1. {\displaystyle (n_{1},n_{1}+2)=(3,5)} ist ein Primzahlzwilling, da {\displaystyle {4\cdot {\bigl (}(n_{1}-1)!+1{\bigr )}}+n_{1}=15} von  {\displaystyle n_{1}\cdot (n_{1}+2)=15} geteilt wird.
2. {\displaystyle (n_{2},n_{2}+2)=(5,7)} ist ein Primzahlzwilling, da {\displaystyle {4\cdot {\bigl (}(n_{2}-1)!+1{\bigr )}}+n_{2}=105} von  {\displaystyle n_{2}\cdot (n_{2}+2)=35} geteilt wird.
3. {\displaystyle (n_{3},n_{3}+2)=(7,9)} ist KEIN Primzahlzwilling, da {\displaystyle {4\cdot {\bigl (}(n_{3}-1)!+1{\bigr )}}+n_{3}=2.891} von  {\displaystyle n_{3}\cdot (n_{3}+2)=63} nicht geteilt wird.
4. {\displaystyle (n_{4},n_{4}+2)=(9,11)} ist KEIN Primzahlzwilling, da {\displaystyle {4\cdot {\bigl (}(n_{4}-1)!+1{\bigr )}}+n_{4}=161.293} von  {\displaystyle n_{4}\cdot (n_{4}+2)=99} nicht geteilt wird.
5. {\displaystyle (n_{5},n_{5}+2)=(11,13)} ist ein Primzahlzwilling, da {\displaystyle {4\cdot {\bigl (}(n_{5}-1)!+1{\bigr )}}+n_{5}=14.515.215} von  {\displaystyle n_{5}\cdot (n_{5}+2)=143} geteilt wird.
6. {\displaystyle (n_{6},n_{6}+2)=(13,15)} ist KEIN Primzahlzwilling, da {\displaystyle {4\cdot {\bigl (}(n_{6}-1)!+1{\bigr )}}+n_{6}=1.916.006.417} von  {\displaystyle n_{6}\cdot (n_{6}+2)=195} nicht geteilt wird.

## Elementarer Beweis
Der Darstellung in der Monographie von Wacław Sierpiński (s. u.) folgend lässt sich für den Satz ein elementarer Beweis angeben. Als wesentlich erweist sich hierbei der Satz von Wilson sowie die Tatsache, dass für {\displaystyle n\in \mathbb {N} } stets die Kongruenz {\displaystyle (n+1)!\equiv 2\cdot (n-1)!{\pmod {n+2}}} und damit auch die Kongruenz
 (K)  {\displaystyle {4\cdot {\bigl (}(n-1)!+1{\bigr )}}+n\equiv 2\cdot 2\cdot (n-1)!+4+n\equiv 2\cdot (n+1)!+2\equiv 2\cdot {\bigl (}(n+1)!+1{\bigr )}{\pmod {n+2}}}
Gültigkeit hat.
Der Beweis vollzieht sich dann in zwei Schritten wie folgt:

### Beweisschritt 1
Zunächst sei vorausgesetzt, dass {\displaystyle n\in \mathbb {N} \ \mathrm {mit} \ n\geq 2} ist und dabei {\displaystyle n} und {\displaystyle n+2} beide prim sind.
Dann gilt nach Wilson
{\displaystyle (n-1)!+1\equiv 0{\pmod {n}}}
und damit
{\displaystyle {4\cdot {\bigl (}(n-1)!+1{\bigr )}}+n\equiv 0{\pmod {n}}}.
Zugleich gilt aber wegen  (K)  und wieder nach Wilson auch die Kongruenz
{\displaystyle {4\cdot {\bigl (}(n-1)!+1{\bigr )}}+n\equiv 0{\pmod {n+2}}}.
Also sind die Primzahlen {\displaystyle n} und {\displaystyle n+2} beide Teiler von {\displaystyle {4\cdot {\bigl (}(n-1)!+1{\bigr )}}+n}, was dann aber auch für ihr Produkt {\displaystyle n\cdot (n+2)} gilt.

### Beweisschritt 2
Es sei nun andererseits vorausgesetzt, dass für {\displaystyle n\in \mathbb {N} \ \mathrm {mit} \ n\geq 2} die Kongruenz {\displaystyle {4\cdot {\bigl (}(n-1)!+1{\bigr )}}+n\equiv 0{\pmod {n\cdot (n+2)}}} Gültigkeit habe.
Dies impliziert zunächst einmal, dass {\displaystyle n} ungerade sind: Denn nähme man {\displaystyle n=2\cdot k} für ein {\displaystyle k\in \mathbb {N} } als gegeben an, so wäre {\displaystyle n-1=k+k-1\geq k} und damit  {\displaystyle k} ein Teiler von {\displaystyle (n-1)!} und ebenso {\displaystyle n=2\cdot k} ein Teiler von {\displaystyle 2\cdot (n-1)!}, was unmittelbar zu der Kongruenz {\displaystyle 4\cdot (n-1)!\equiv 0{\pmod {n}}} führt. Dies bedeutet jedoch voraussetzungsgemäß {\displaystyle 4\equiv 0{\pmod {n}}} und damit {\displaystyle n=2} oder {\displaystyle n=4}, was jedoch einen Widerspruch bedeutete, da doch beide Zahlen die obige Kongruenz offenbar nicht erfüllen.
Also impliziert die obige Voraussetzung, dass {\displaystyle n} sogar ein Teiler von {\displaystyle (n-1)!+1} ist und folglich nach dem Wilson'schen Satz eine Primzahl sein muss.
Die obige Voraussetzung besagt indes ebenfalls, dass
{\displaystyle {4\cdot {\bigl (}(n-1)!+1{\bigr )}}+n\equiv 0{\pmod {n+2}}}
gelten muss und damit wegen  (K)  auch, dass {\displaystyle n+2} ein Teiler von {\displaystyle 2\cdot {\bigl (}(n+1)!+1{\bigr )}} ist.
Da jedoch mit {\displaystyle n} auch {\displaystyle n+2} eine ungerade Zahl ist, muss {\displaystyle n+2} dann sogar ein Teiler von {\displaystyle (n+1)!+1} und folglich nach dem Wilson'schen Satz eine Primzahl sein.